# 世田谷代田駅
世田谷代田駅（せたがやだいたえき）は、東京都世田谷区代田二丁目にある、小田急電鉄小田原線の駅である。駅番号はOH 08。

## 歴史

### 年表
- 1927年（昭和2年）4月1日：世田ヶ谷中原駅（せたがやなかはらえき）として開設[1]。
- 1945年（昭和20年）7月1日：空襲に伴い被災、営業休止[2]。小田急の駅としては唯一[要出典]空襲で焼失した[3]。
- 1946年（昭和21年）
  - 6月15日：営業再開[4]。
  - 8月20日：世田谷代田駅へ改称[4]。

当駅 - 京王井の頭線新代田駅間には、第二次世界大戦 - 戦後にかけて井の頭線に車両を運び込むための連絡線（代田連絡線）が敷設されていた。地上駅であった頃上りホーム裏側に連絡線跡地が残っていたが、複々線化工事に伴い痕跡は消滅、完成後は駐輪場となっている（#駅周辺参照）。
- 2004年（平成16年）9月：地下化・複々線化工事着工届[5]。
- 2006年（平成18年）3月26日：地下化・複々線化工事に伴い、橋上に仮駅舎を建設。
- 2009年（平成21年）
  - 1月31日：下り線を仮設ホームへ移設[6]。
  - 7月25日：上り線を仮設ホームへ移設[6]。
- 2013年（平成25年）3月23日：地下急行線に仮ホーム新設、地下駅化[7]。改札口を地下2階に移設[8]。
- 2014年（平成26年）1月：駅ナンバリング導入、使用開始[9]。
- 2015年（平成27年）8月29日：地上駅舎南側部分完成、地下2階にあった改札口を地上へ移設[10]。
- 2017年（平成29年）3月24日：地上駅舎完成[11]。
- 2018年（平成30年）
  - 3月3日：地下緩行線完成に伴い、地下急行線仮設ホーム廃止。同時に地下2階にある本設ホーム使用開始[12]。
  - 3月17日：東京メトロ千代田線直通列車（全区間各停）停車開始[13]。
- 2021年（令和3年）3月6日：東口改札（ICカード乗車券専用）使用開始。

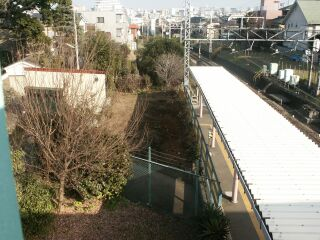
跨線橋より見た連絡線跡地（2004年1月3日）
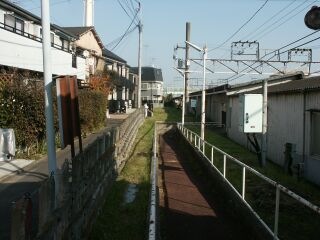
上りホーム裏手の連絡線跡地（2004年1月3日）

### 駅名の由来
開設時の「世田ヶ谷中原」は、駅所在地の地名である代田村の小字（）から。その後、1946年に「代田村」が細分化されたため、「世田谷代田」に改称する。

## 駅構造
地下2階の緩行線上に島式ホーム1面2線を有する地下駅。その直下（地下3階）をホームのない急行線が通過している。ホームにはホームドアが設置されており、ホームと地上間は階段の他、エレベーター・エスカレーターで連絡している。
地上部に駅施設があり、改札口はコンコースの両側に設置されているが、地下化工事に伴って現在の駅舎が設置された当時は西側（有人改札）のみであった。2021年3月に設置された東側改札はICカード専用無人改札である（精算機・ICカードチャージ機未設置）。コンコース及びホームにはそれぞれ天窓が設置されている。地上のコンコースには2017年3月24日に、小田急電鉄の環境保全対応や当駅付近地下化工事紹介（模型など）を展示した「小田急環境ルーム」が設置された（2021年5月時点では設置されていたが、後に撤去）。
トイレは多目的トイレを併設した男女別の水洗式で、小田急環境ルームの隣に設置されている。また、多目的トイレはオストメイト対応型と子供用便器併設型（オストメイト非対応）が1室ずつ、合計2室の設置となっている。
改札横にはストリーマーコーヒーカンパニーの店舗が入居している。

### のりば
| ホーム | 路線     | 方向 | 行先                   |
| ------ | -------- | ---- | ---------------------- |
| 1      | 小田原線 | 下り | 小田原・片瀬江ノ島方面 |
| 2      | 小田原線 | 上り | 新宿・ 千代田線方面    |

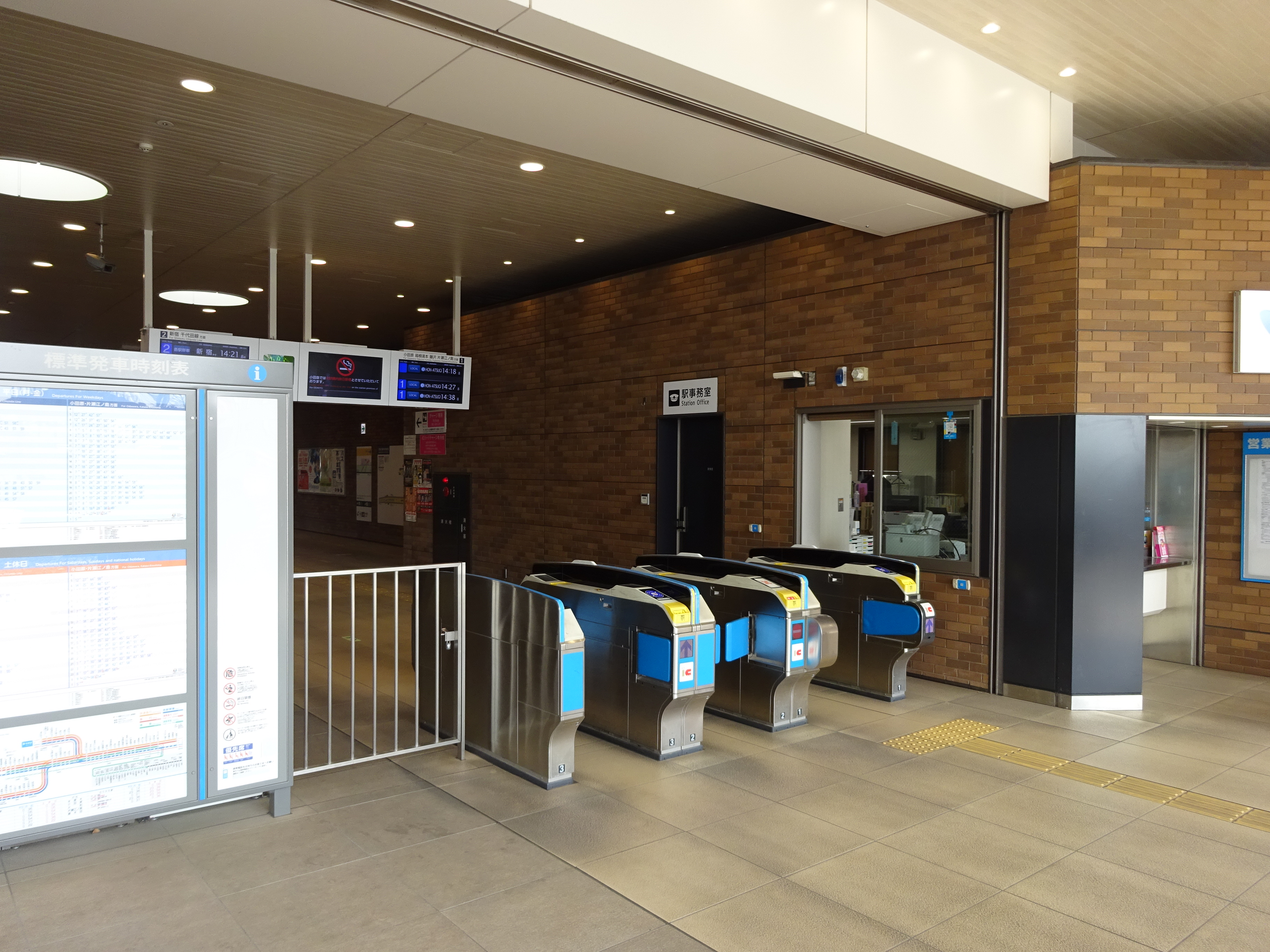
改札口（2019年4月7日、現・西口）
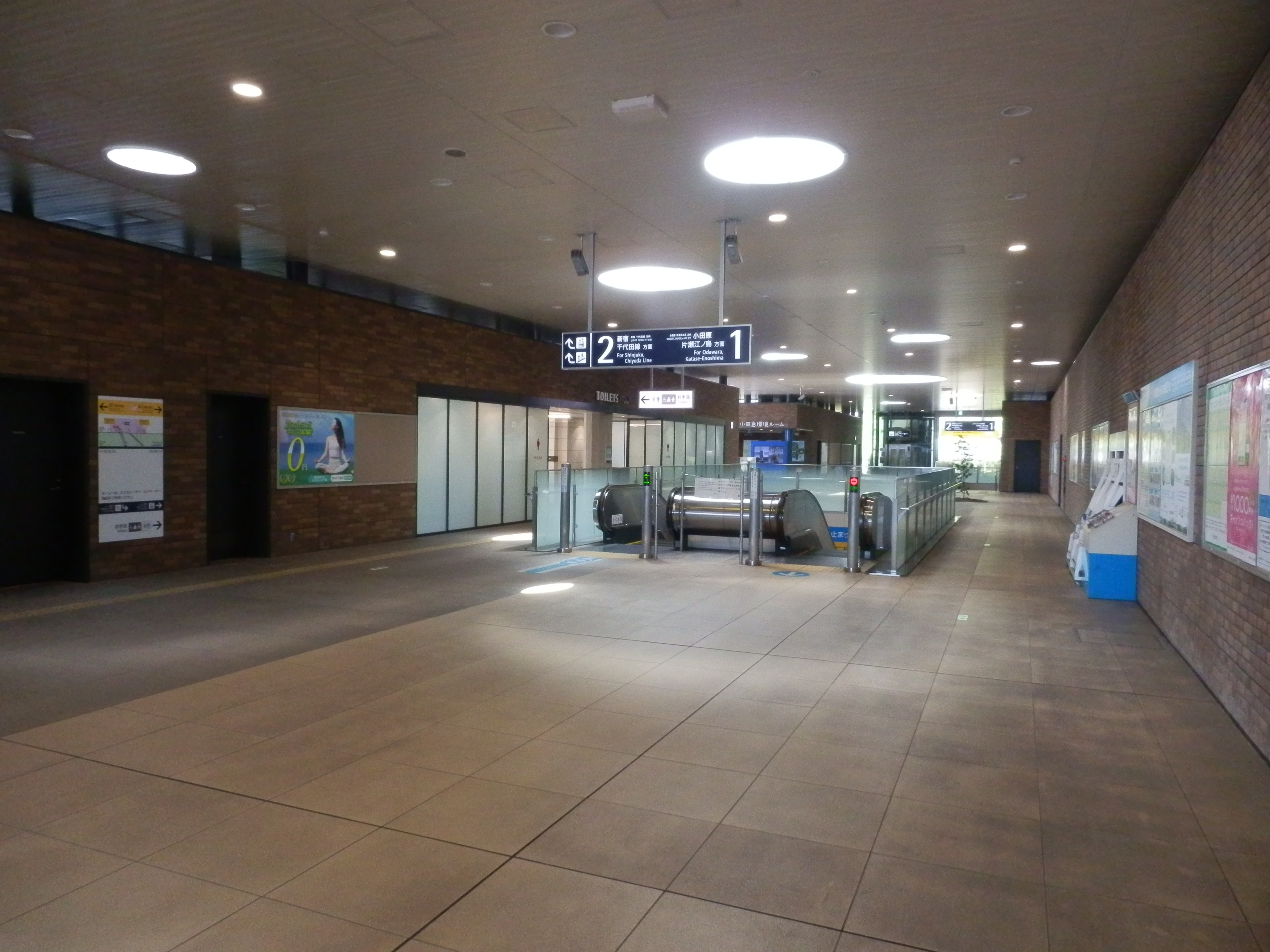
改札階（2021年4月10日）
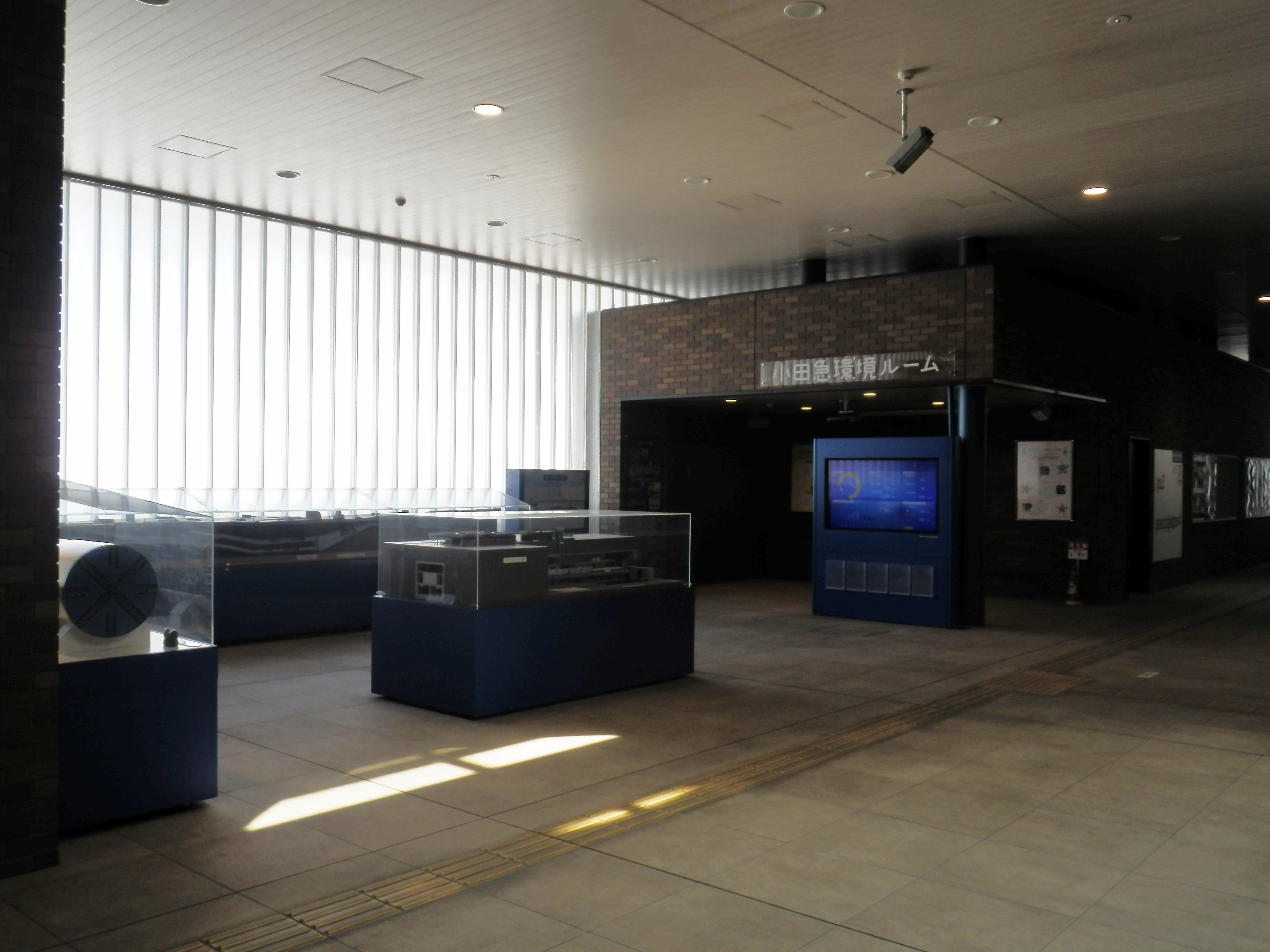
小田急環境ルーム（2018年3月4日）
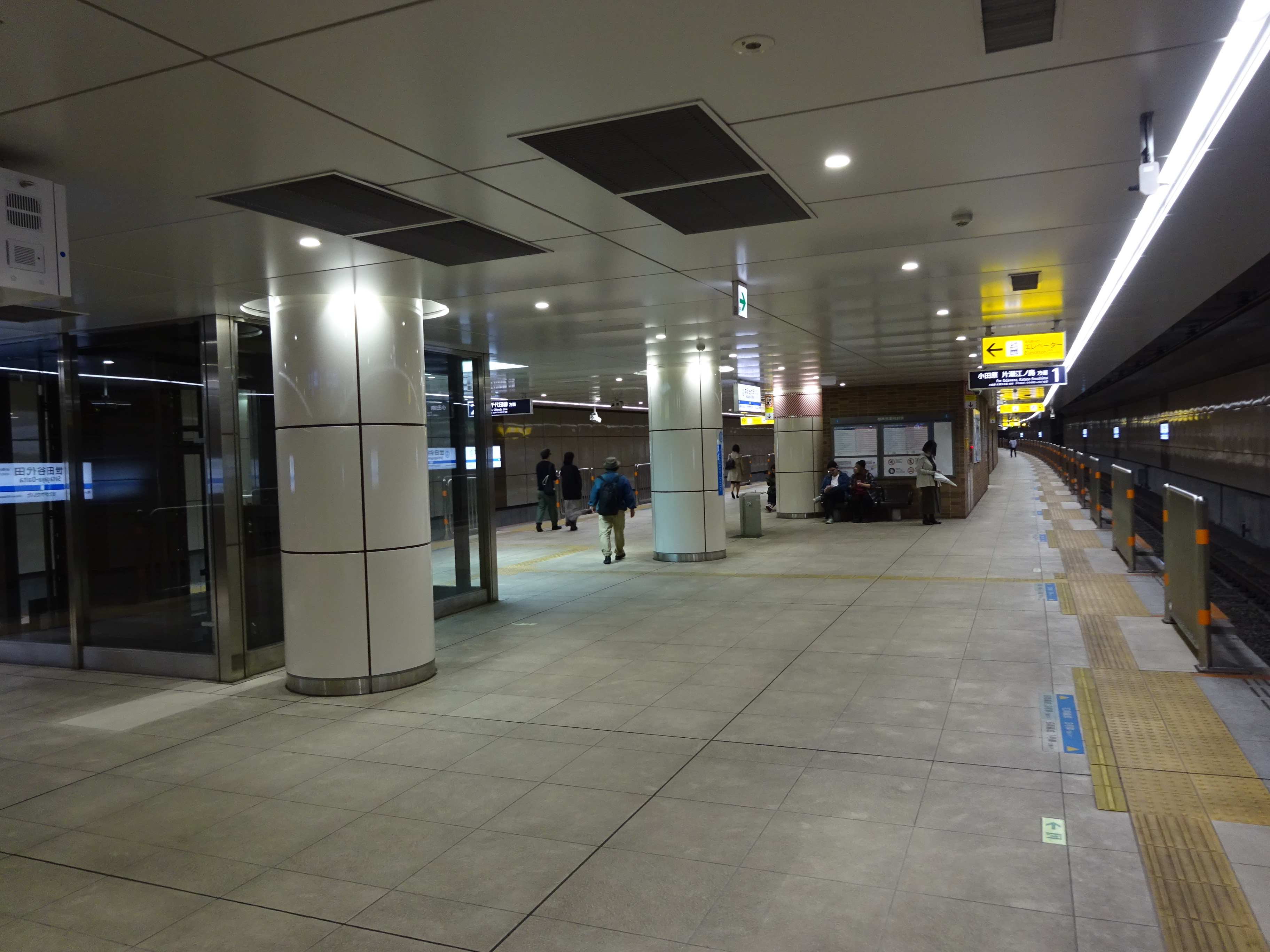
複々線化後のホーム（2019年4月7日）
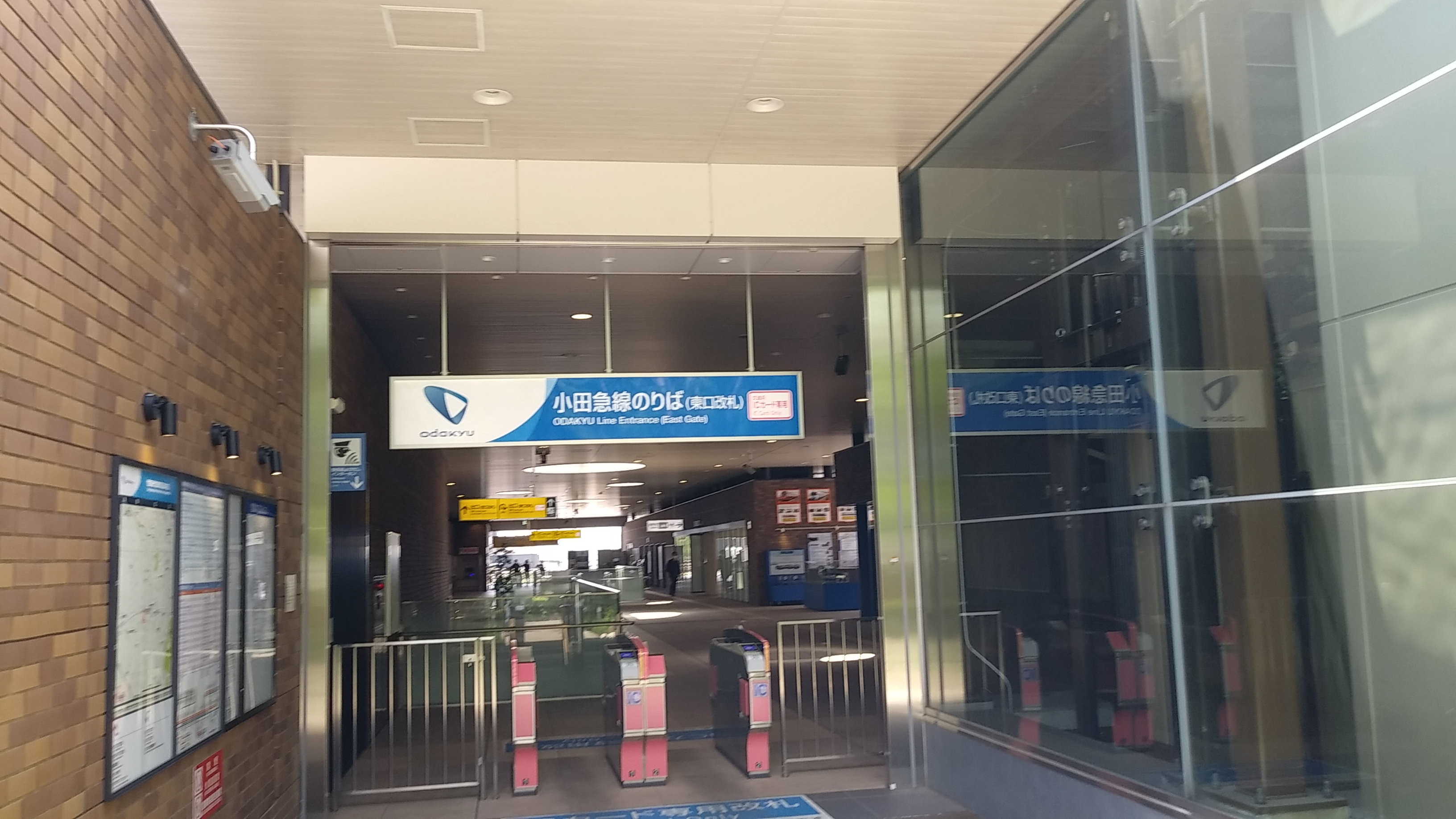
東口改札（2021年5月23日）
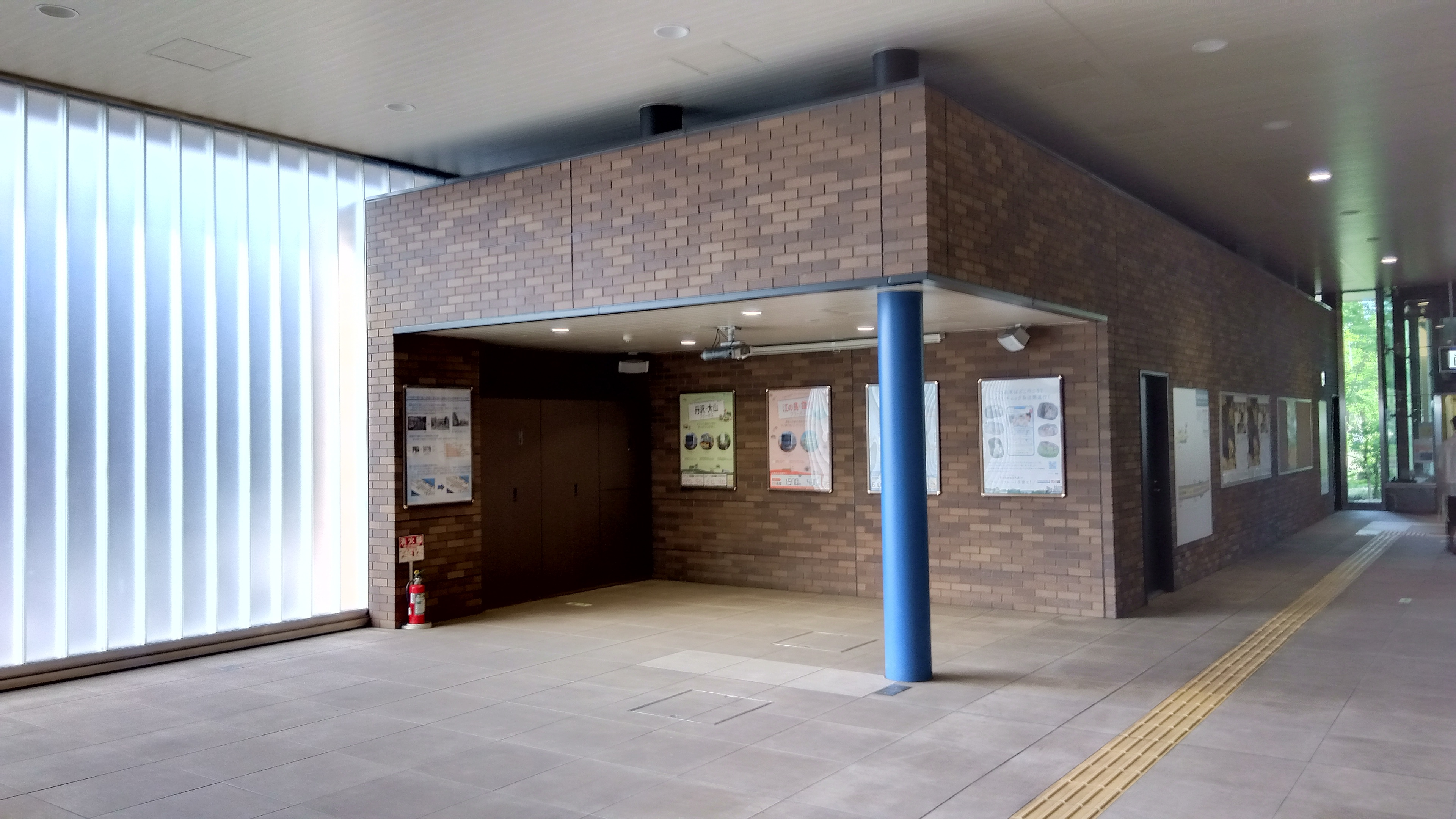
展示撤去後の旧小田急環境ルーム（2023年7月2日）

### 変遷

#### 地下化工事前
相対式ホーム2面2線を有する地上駅であった。改札は下りホームに直結したものだけであるが、2009年7月24日までは臨時改札口（無人）が上りホーム上にあった。ホーム間は跨線橋で結ばれていたが、天気が良い日には富士山を見ることが出来たことから「富士見窓」と言う名前の窓が設置されていた。この窓は仮駅舎にも引き継がれていた。
また、プラットホームは古くからの駅構造がそのまま残っている箇所が多かった。駅の柱や車両増結に伴いホームを延伸して行った様子、木造のホーム壁面と一体になっているベンチなど、2000年代の駅においてはあまり見かけられなくなったものも見られた。
工事前の駅舎（2004年1月3日）

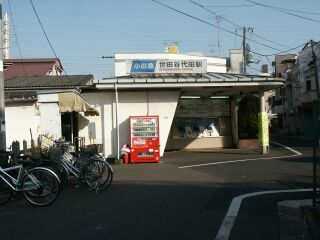
南口駅舎
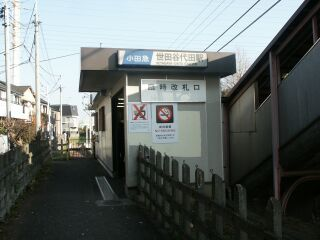
臨時改札口
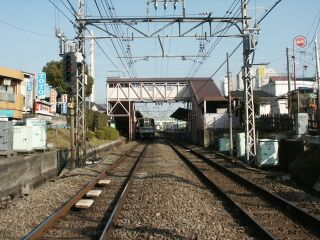
構内
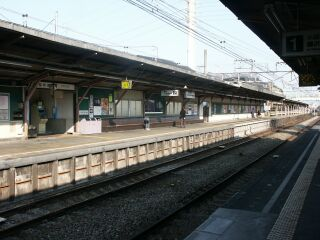
ホーム

#### 急行線工事完了前
小田急は東北沢駅 - 梅ヶ丘駅間で連続立体交差化（地下化）および複々線化工事に着手し、2006年3月26日 - 2013年3月22日までは仮設橋上駅に移設され、同時に下りホーム側の改札口も従来より20 m程新宿寄りに移動された。2009年7月24日までは上りホームの臨時改札口も設置されていたが、翌日より1か所に統合された。
工事中の仮駅舎（2007年10月8日）

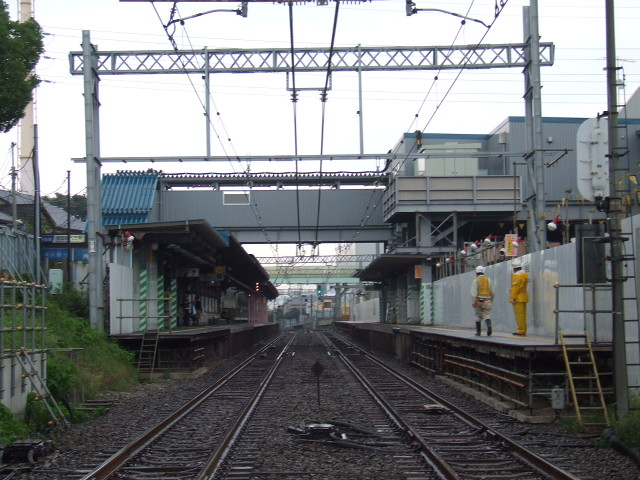
駅構内
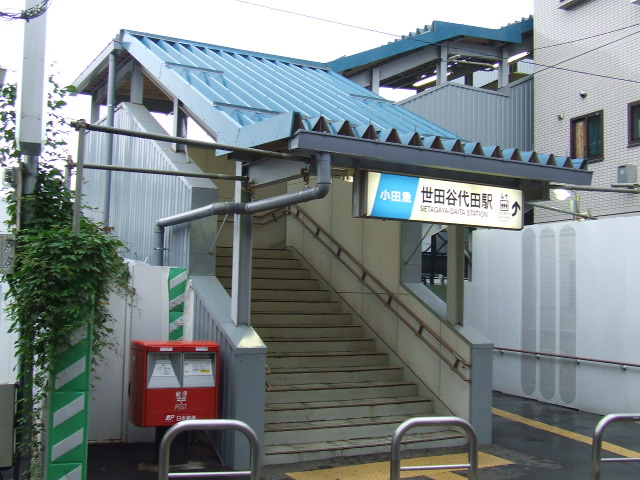
南口仮設駅舎
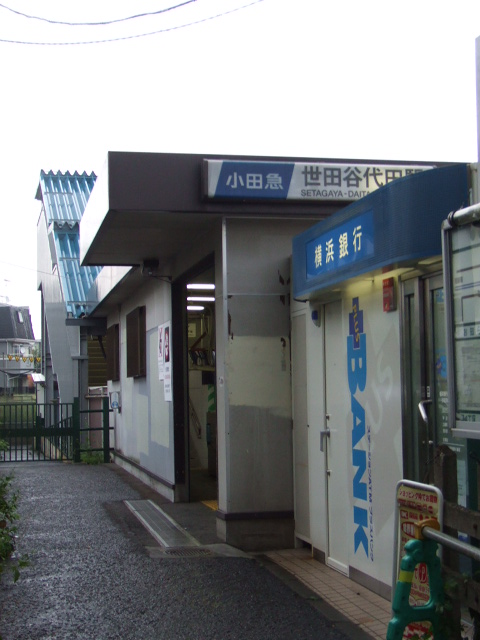
北口駅舎（元・臨時改札口）

#### 緩行線工事完了まで
2013年3月23日に地下3階を通過する急行線が先行開通し、この線路沿いに仮設の相対式ホーム（8両編成対応）が設置された。地下化から2015年8月28日までは、地下2階の緩行線ホーム予定地に改札口を始めとする仮の駅施設が置かれた。地下化時点では地上から地下2階の改札口まで106段の階段が仮設された。
2015年8月29日、地上部の駅舎が供用開始となり、改札・駅事務室が移設された。この時点で地上と地下2階の間にはエスカレーター・階段・エレベーターが設置されたが、地下2階とホーム間にはエレベーター・階段のみで、エスカレーターは設置されていなかった。
2018年3月3日の複々線化工事完成に伴い、地下2階の緩行線ホーム（10両編成対応）が使用開始された。同時に地下3階の急行線仮設ホームは廃止され、ホームなどの旅客用設備は撤去された。

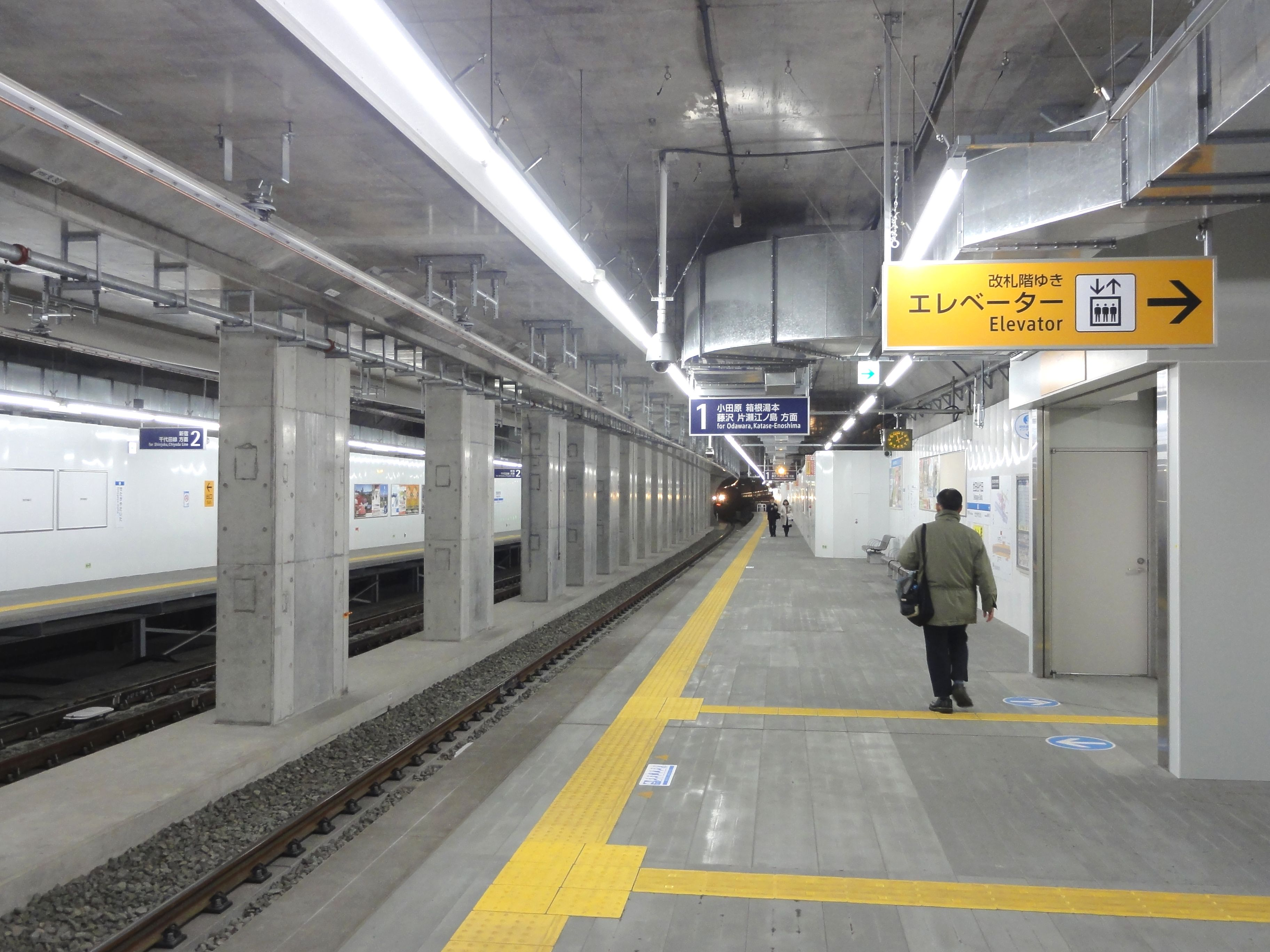
急行線（地下3階）に設置された仮設ホーム（2013年4月20日）
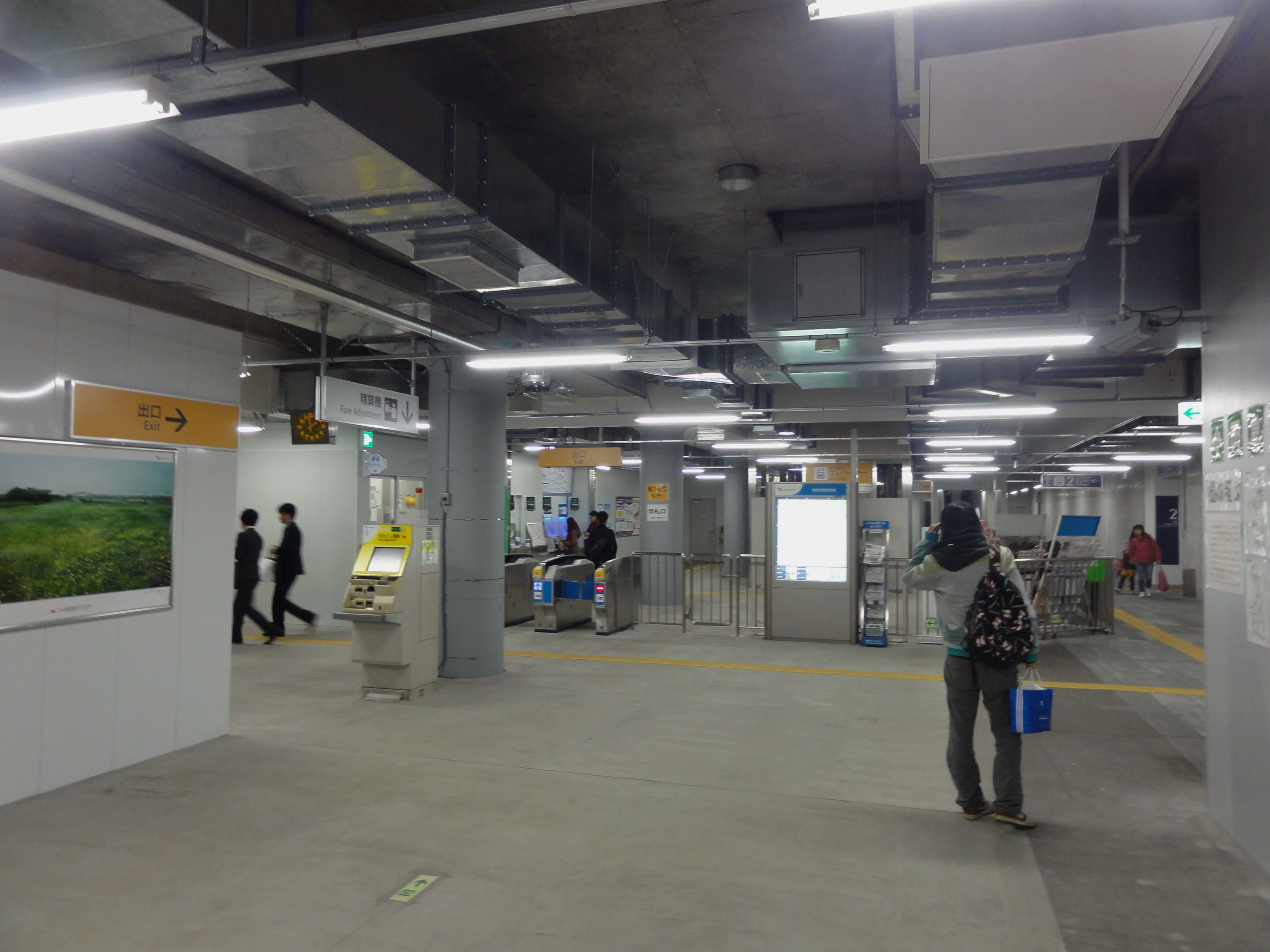
急行線地下化時点の地下2階・改札（2013年4月20日）
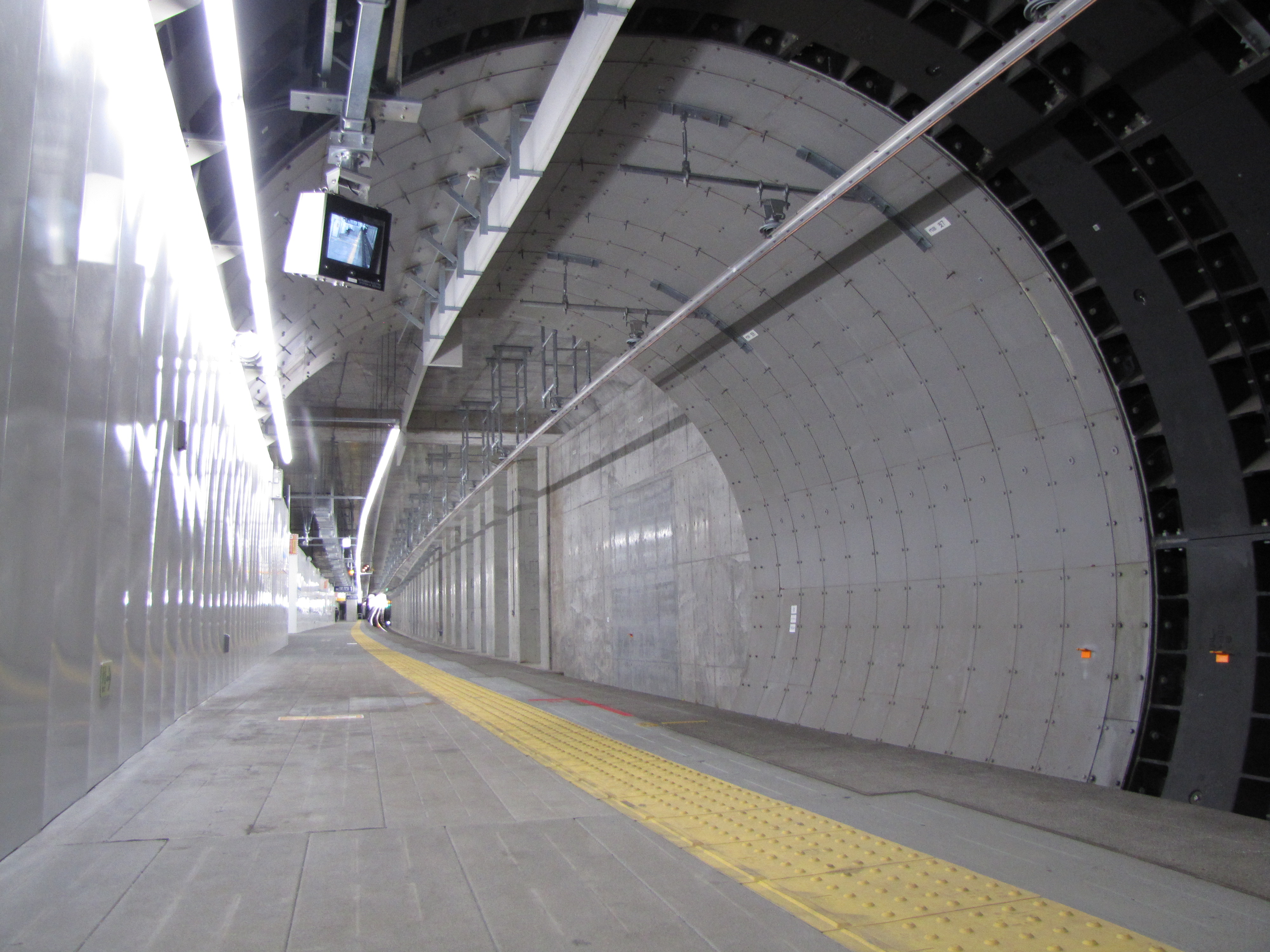
急行線の新宿寄りは掘削に使用したシールドマシンの外殻がトンネル構造物の一部になっている。

## 利用状況
2024年度（令和6年度）の1日平均乗降人員は9,582人である（小田急線全70駅中63位）。
近年の1日平均乗降・乗車人員推移は以下の通り。
| 年度               | 1日平均 乗降人員 | 1日平均 乗車人員 | 出典     |
| ------------------ | ---------------- | ---------------- | -------- |
| 1956年（昭和31年） |                  | 4,371            | [ * 1 ]  |
| 1957年（昭和32年） |                  | 4,206            | [ * 2 ]  |
| 1958年（昭和33年） |                  | 4,478            | [ * 3 ]  |
| 1959年（昭和34年） |                  | 4,038            | [ * 4 ]  |
| 1960年（昭和35年） | 8,519            | 3,869            | [ * 5 ]  |
| 1961年（昭和36年） | 7,973            | 3,909            | [ * 6 ]  |
| 1962年（昭和37年） | 8,128            | 4,026            | [ * 7 ]  |
| 1963年（昭和38年） | 8,611            | 4,266            | [ * 8 ]  |
| 1964年（昭和39年） | 8,712            | 4,301            | [ * 9 ]  |
| 1965年（昭和40年） | 8,772            | 4,347            | [ * 10 ] |
| 1966年（昭和41年） | 8,458            | 4,148            | [ * 11 ] |
| 1967年（昭和42年） | 8,787            | 4,349            | [ * 12 ] |
| 1968年（昭和43年） | 9,183            | 4,523            | [ * 13 ] |
| 1969年（昭和44年） | 9,535            | 4,814            | [ * 14 ] |
| 1970年（昭和45年） | 9,070            | 4,630            | [ * 15 ] |
| 1971年（昭和46年） | 9,496            | 4,770            | [ * 16 ] |
| 1972年（昭和47年） | 10,150           | 5,084            | [ * 17 ] |
| 1973年（昭和48年） | 9,938            | 4,937            | [ * 18 ] |
| 1974年（昭和49年） | 10,426           | 5,223            | [ * 19 ] |
| 1975年（昭和50年） | 10,495           | 5,175            | [ * 20 ] |
| 1976年（昭和51年） | 10,119           | 5,009            | [ * 21 ] |
| 1977年（昭和52年） | 9,841            | 4,811            | [ * 22 ] |
| 1978年（昭和53年） | 9,938            | 4,905            | [ * 23 ] |
| 1979年（昭和54年） | 9,536            | 4,803            | [ * 24 ] |
| 1980年（昭和55年） | 8,937            | 4,707            | [ * 25 ] |
| 1981年（昭和56年） | 9,665            | 4,696            | [ * 26 ] |
| 1982年（昭和57年） | 9,616            | 4,645            | [ * 27 ] |
| 1983年（昭和58年） | 9,711            | 4,706            | [ * 28 ] |
| 1984年（昭和59年） | 10,401           | 4,925            | [ * 29 ] |
| 1985年（昭和60年） | 11,017           | 4,997            | [ * 30 ] |
| 1986年（昭和61年） | 11,405           | 5,139            | [ * 31 ] |
| 1987年（昭和62年） | 11,322           | 5,094            | [ * 32 ] |
| 1988年（昭和63年） | 11,213           | 5,093            | [ * 33 ] |
| 1989年（平成元年） | 10,873           | 4,919            | [ * 34 ] |
| 1990年（平成02年） | 10,720           | 4,934            | [ * 35 ] |
| 1991年（平成03年） | 10,475           | 4,940            | [ * 36 ] |
| 1992年（平成04年） | 10,282           | 4,842            | [ * 37 ] |
| 1993年（平成05年） | 10,010           | 4,689            | [ * 38 ] |
| 1994年（平成06年） | 9,773            | 4,546            | [ * 39 ] |
| 1995年（平成07年） | 9,655            | 4,485            | [ * 40 ] |
| 1996年（平成08年） | 9,661            | 4,469            | [ * 41 ] |
| 1997年（平成09年） | 8,732            | 4,455            | [ * 42 ] |
| 1998年（平成10年） | 8,689            | 4,464            | [ * 43 ] |
| 1999年（平成11年） | 8,614            | 4,380            | [ * 44 ] |
| 2000年（平成12年） | 8,537            | 4,306            | [ * 45 ] |
| 2001年（平成13年） | 8,571            | 4,258            | [ * 46 ] |
| 2002年（平成14年） | 8,449            | 4,220            | [ * 47 ] |
| 2003年（平成15年） | 8,492            | 4,251            | [ * 48 ] |
| 2004年（平成16年） | 9,050            | 4,214            | [ * 49 ] |
| 2005年（平成17年） | 9,017            | 4,227            | [ * 50 ] |
| 2006年（平成18年） | 9,001            | 4,203            | [ * 51 ] |
| 2007年（平成19年） | 8,853            | 4,257            | [ * 52 ] |
| 2008年（平成20年） | 8,566            | 4,151            | [ * 53 ] |
| 2009年（平成21年） | 8,339            | 4,041            | [ * 54 ] |
| 2010年（平成22年） | 8,162            | 3,962            | [ * 55 ] |
| 2011年（平成23年） | 8,133            | 3,937            | [ * 56 ] |
| 2012年（平成24年） | 8,289            | 4,027            | [ * 57 ] |
| 2013年（平成25年） | 8,093            | 3,894            | [ * 58 ] |
| 2014年（平成26年） | 7,934            | 3,869            | [ * 59 ] |
| 2015年（平成27年） | 7,886            | 3,862            | [ * 60 ] |
| 2016年（平成28年） | 8,150            | 4,006            | [ * 61 ] |
| 2017年（平成29年） | 8,343            | 4,112            | [ * 62 ] |
| 2018年（平成30年） | 8,828            | 4,384            | [ * 63 ] |
| 2019年（令和元年） | 9,348            | 4,653            | [ * 64 ] |
| 2020年（令和02年） | 7,061            | 3,542            | [ * 65 ] |
| 2021年（令和03年） | 7,983            |                  |          |
| 2022年（令和04年） | 9,041            |                  |          |
| 2023年（令和05年） | 9,543            |                  |          |
| 2024年（令和06年） | 9,582            |                  |          |

## 駅周辺
代田地区は下北沢（代沢）周辺から続く低層住宅地で、大規模な商業施設や公共施設は存在しない。下北沢や新宿に近いこともあり、近年は住宅地としての人気が高まり、住宅の販売価格や家賃が上昇している。
- 世田谷代田駅前広場
- オダクル世田谷代田第2 - 駐輪場[23]。代田連絡線の跡地であり、通路には軌条と枕木を模したラインが描かれている[24]。
- キャメル珈琲 本社
- 代田東町会会館
- 下北線路街（当駅から下北沢駅までの地上時代の線路跡に2020年にオープン）
  - 東京農業大学オープンカレッジ 世田谷代田キャンパス

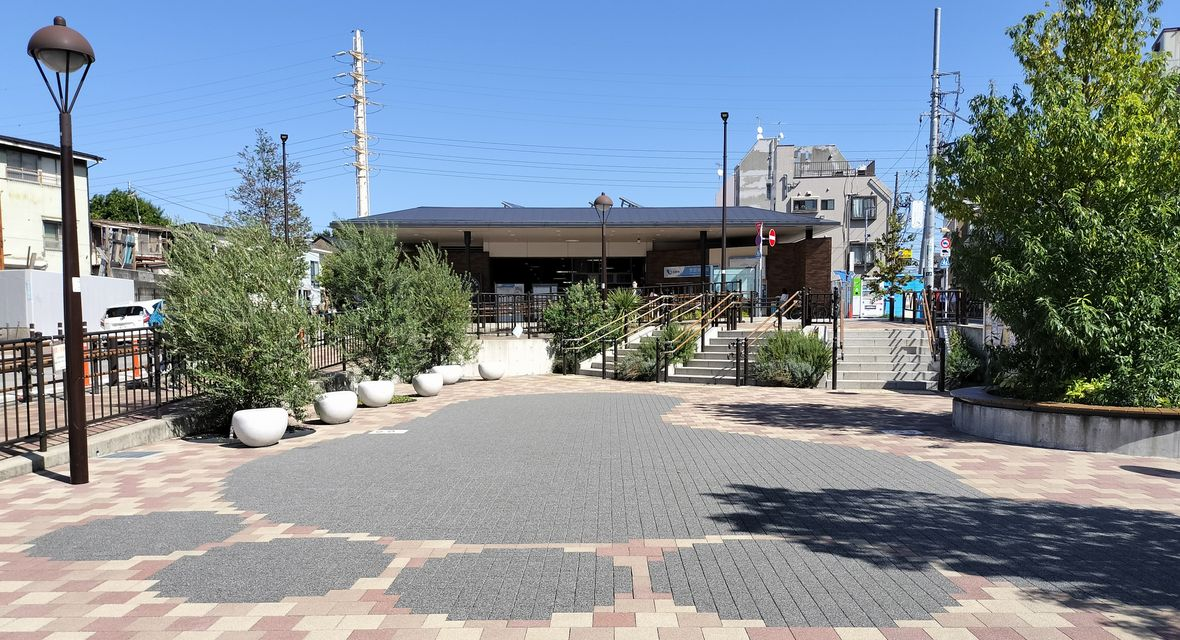
世田谷代田駅前広場

  - BONUS TRACK[25]
- 世田谷区立代田小学校
- 代田富士356広場
- 円乗院
- 代田八幡神社
- 齋田記念館
- 東京都道318号環状七号線（環七通り）

### かつて存在していた施設
- 代田四丁目バス操車所（バス路線：蒲13系統〈→森91・品94〉）

「代田四丁目」は現在、環七通り上のバス停となっており、東急バス森91系統が発着している（2013年3月31日までは都営バスの宿91系統も発着していた）。

## ドラマ作品
- silent（フジテレビ 2022年）
  - 放映中より「ゆかりの地」として訪問する客が増え、2022年11月の定期乗車券を除く乗降客数は放映開始前の9月より22.7％も増加した[26]。小田急電鉄では、2022年4月より車両や駅構内のロケーションサービスを開始し、本作についてはテレビ局側の「下北沢付近」という要望に対して「ロケーションが良くてきれいで、乗降客が意外と少ない」という理由から当駅を候補地の1つに提案したと報じられている[27]。放映期間中には駅構内でドラマのBGMや主題歌を放送するタイアップも行われた[26]。2023年4月には小田急電鉄が制作したロケ地マップ（限定4万部）が、小田急線全駅と当駅の周辺施設で配布された[28]。

## 隣の駅
小田急電鉄
 小田原線
■快速急行・□通勤急行・■急行・□通勤準急・■準急
通過
■各駅停車
下北沢駅 (OH 07) - 世田谷代田駅 (OH 08) - 梅ヶ丘駅 (OH 09)